# Dryopsophus myola
Espèce
Synonymes
- Litoria myola Hoskin, 2007

Statut de conservation UICN

 CR B1ab(iii) : 
En danger critique
Dryopsophus myola est une espèce d'amphibiens de la famille des Pelodryadidae.

## Répartition
Cette espèce est endémique  du Queensland en Australie. Elle se rencontre vers Kuranda dans la région de Cairns entre 320 et 360 m d'altitude dans treize cours d'eau du bassin du fleuve Barron, ce qui représente 13,5 km2.

## Description
Les mâles mesurent de 36 à 44 mm et les femelles de 57 à 69 mm.

## Publication originale
- Hoskin, 2007 : Description, biology and conservation of a new species of Australian tree frog (Anura: Hylidae: Litoria) and an assessment of the remaining populations of Litoria genimaculata Horst, 1883: systematic and conservation implications of an unusual specia. Biological Journal of the Linnean Society, vol. 91, no 4, p. 549-563.